# 阿尔特费尔
阿尔特费尔是德国梅克伦堡-前波莫瑞州的一个市镇。总面积20.59平方公里，总人口1210人，其中男性631人，女性579人（2011年12月31日），人口密度59人/平方公里。